# Canillas de Aceituno
Canillas de Aceituno  est une commune de la province de Malaga dans la communauté autonome d'Andalousie en Espagne.

## Géographie
La ville est l'une des communes de la région de l'Axarquia dans le district judiciaire de Vélez-Málaga. Le canton est situé à une altitude d'environ 524 mètres, au pied de la Sierra de Tejeda où culmine le pic de la Maroma, de 2068 mètres, le plus haut de la province.
Canillas de Aceituno est à 61 km de Malaga. Elle est accessible par la route départementale C-335 et M-125.

## Démographie
| 1991  | 1996  | 2001  | 2004  | 2005  | 2007  | 2011  |
| ----- | ----- | ----- | ----- | ----- | ----- | ----- |
| 2 793 | 2 327 | 2 107 | 2 157 | 2 242 | 2 336 | 2 242 |